# NGC 4161
NGC 4161 is een spiraalvormig sterrenstelsel in het sterrenbeeld Grote Beer. Het hemelobject werd op 17 april 1789 ontdekt door de Duits-Britse astronoom William Herschel.

## Synoniemen
- UGC 7191
- MCG 10-18-2
- ZWG 292.78
- IRAS 12090+5800
- PGC 38834